# リシャール (エヴルー伯)
エヴルー伯リシャール（フランス語：Richard, comte d'Évreux, 1015年ごろ - 1067年ごろ）は、ノルマンディー公ギヨーム2世治世下のノルマン貴族。エヴルー伯（在位：1037年 - 1067年）。

## 生涯
リシャールは、ルーアン大司教・エヴルー伯ロベール2世とアルレットの長男である。1038年3月26日/1039年4月14日にジュミエージュ修道院に対し特許状により製粉機を寄進した。イングランド王ウィリアム1世の特許状において、リシャールはその修道院の後援者であったことが確認されている。リシャールとその妻ゴデヒルドはサン＝ソヴール・デヴルー修道院を創建した。エヴルー伯として、ルーアンのサント＝トリニテ修道院にグラビニー教会を寄進した。また、聖タウリヌス修道院に町の十分の一税を寄付した。
リシャールが1066年10月14日のヘイスティングズの戦いに参加したともされるが、高齢でその翌年に死去したため、参加した可能性は低い。息子ギヨームは、1066年のヘイスティングズの戦いにおいて征服王ウィリアムに従ったことが確認されている数少ない人物の1人である。ギヨームはエヴルー伯として登場し、1066年のイングランド侵攻に80隻の船を提供した。リシャールは1067年に死去した。

## 家族
リシャールは、ロジェ1世・ド・トニーの未亡人ゴデヒルド（アデライード）と結婚した。2人の間には以下の子女が生まれた。
- ギヨーム（1118年没） - エヴルー伯[7]
- ゴデヒルド - サン＝ソヴール・デヴルー修道院の修道女[9]
- アニェス - シモン1世・ド・モンフォールと結婚[7]